# Luigi Ciccarese
Luigi Ciccarese (Roma, 1952) è un direttore della fotografia italiano.

## Biografia
Attivo anche come operatore alla macchina per alcuni film, tra i quali Bada alla tua pelle, Spirito Santo! e Cosa avete fatto a Solange? (entrambi del 1972) e Zombi 3 (1988), è stato inoltre produttore esecutivo del film Attrazione pericolosa (1993).
È stato direttore della fotografia per numerosi registi italiani, tra i quali Roberto Mauri, Mario Bianchi, Lorenzo Gicca Palli, Luigi Petrini, Mario Siciliano e Massimo Pirri. Ha collaborato anche ad alcuni film diretti da Umberto Lenzi, Lucio Fulci e Claudio Fragasso.
I registi a cui è stato più legato sono Bruno Mattei e Ninì Grassia. Con Bruno Mattei è direttore della fotografia di almeno 12 film dal 1977 al 2006. Il regista Ninì Grassia gli affida l'incarico di direttore della fotografia di almeno 25 film nel periodo dal 1980 al 2003.
In alcuni film Ciccarese è stato accreditato come Luis Chickers, Louis C.K. Rees o ancora Louis Smith.

## Filmografia

### Direttore della fotografia
- Corte marziale, regia di Roberto Mauri (1973)
- L'infermiera... di mio padre, regia di Mario Bianchi (1975)
- Liebes Lager, regia di Lorenzo Gicca Palli (1976)
- Calde labbra, regia di Demofilo Fidani (1976)
- KZ9 - Lager di sterminio, regia di Bruno Mattei (1977)
- Ring, regia di Luigi Petrini (1977)
- Cicciolina amore mio, regia di Amasi Damiani e Bruno Mattei (1979)
- Sexual aberration - Sesso perverso, regia di Bruno Mattei (1979)
- White Pop Jesus, regia di Luigi Petrini (1980)
- La pagella, regia di Ninì Grassia (1980)
- La provinciale a lezione di sesso, regia di Bruno Mattei (1980)
- L'ultima volta insieme, regia di Ninì Grassia (1981)
- Violenza in un carcere femminile, regia di Bruno Mattei (1982)
- Che casino... con Pierino!, regia di Bitto Albertini (1982)
- L'Ave Maria, regia di Ninì Grassia (1982)
- Lo studente, regia di Ninì Grassia (1983)
- Rolf, regia di Mario Siciliano (1983)
- Il motorino, regia di Ninì Grassia (1984)
- Il cantante e il campione, regia di Ninì Grassia (1984)
- Vacanze d'estate, regia di Ninì Grassia (1985)
- Meglio baciare un cobra, regia di Massimo Pirri (1986)
- Una tenera follia, regia di Ninì Grassia (1986)
- Bianco Apache, regia di Bruno Mattei e Claudio Fragasso (1987)
- Tempi di guerra, regia di Umberto Lenzi (1987)
- Aenigma, regia di Lucio Fulci (1987)
- Il fascino sottile del peccato, regia di Ninì Grassia (1987)
- Scalps, regia di Bruno Mattei e Claudio Fragasso (1987)
- After Death (Oltre la morte), regia di Claudio Fragasso (1988)
- Un ponte per l'inferno, regia di Umberto Lenzi (1988)
- Via Lattea... la prima a destra, regia di Ninì Grassia (1988)
- La puritana, regia di Ninì Grassia (1989)
- Una banda di matti in vacanza premio, regia di Ninì Grassia (1989)
- Demonia, regia di Lucio Fulci (1990)
- Provocazione fatale, regia di Ninì Grassia (1990)
- La bambola, regia di Ninì Grassia (1991)
- Fatalità, regia di Ninì Grassia (1991)
- Teste rasate, regia di Claudio Fragasso (1993)
- Gatta alla pari, regia di Gianni Cozzolino e Bruno Mattei (non accreditato) (1993)
- Il burattinaio, regia di Ninì Grassia (1994)
- Un grande amore, regia di Ninì Grassia e Bruno Mattei (1994)
- Gli occhi dentro, regia di Bruno Mattei (1994)
- Cercasi successo disperatamente, regia di Ninì Grassia (1994)
- Una grande voglia d'amore, regia di Ninì Grassia (1994)
- Innamorata, regia di Ninì Grassia e Bruno Mattei (1995)
- Omicidio al telefono, regia di Bruno Mattei (1995)
- Legittima vendetta, regia di Bruno Mattei (1995)
- Annaré, regia di Ninì Grassia (1998)
- Cient'anne, regia di Ninì Grassia (1999)
- T'amo e t'amerò, regia di Ninì Grassia (1999)
- Italian gigolò, regia di Ninì Grassia (1999)
- Vento di primavera - Innamorarsi a Monopoli, regia di Franco Salvia (2000)
- Prigionieri di un incubo, regia di Franco Salvia (2001)
- Come sinfonia, regia di Ninì Grassia (2003)
- Snuff killer - La morte in diretta, regia di Bruno Mattei (2003)
- La tomba, regia di Bruno Mattei (2004)
- L'isola dei morti viventi, regia di Bruno Mattei (2006)
- Parentesi tonde, regia di Michele Lunella (2006)
- Trappola d'autore, regia di Franco Salvia (2009)
- Il sottile fascino del peccato, regia di Franco Salvia (2010)